# Ayanda Denge
Ayanda Denge (mất ngày 24 tháng 3 năm 2019) là một phụ nữ chuyển giới và mại dâm người Nam Phi. Cô là một người ủng hộ cho những người chuyển giới, những người sống sót sau khi buôn bán tình dục và cho các hoạt động mại dâm. Cô là chủ tịch của Lực lượng đặc nhiệm giáo dục và vận động người lao động tình dục (SWEAT). Denge đã nói rằng, "chuyển giới là... một liều chập ba sự kỳ thị và phân biệt đối xử".

## Đầu đời
Denge là người Xhosa, và lớn lên ở thành phố Cảng Elizabeth, thuộc Đông Cape.

## Nghề nghiệp
Denge bắt đầu công việc ở Johannesburg, và sau đó đi đến các thành phố khác ở Nam Phi bao gồm Harare, Durban, Cape Town, Cảng Elizabeth và Thác Victoria. Cô đã làm nghề mại dâm được hơn 15 năm.
Denge làm việc với tư cách là điều phối viên tiếp cận cho Phong trào Công nhân Tình dục Sisonke (Sisonke) trong hai năm.
Denge là chủ tịch của Lực lượng đặc nhiệm giáo dục và vận động người lao động tình dục (SWEAT). Cô là một người ủng hộ cho người chuyển giới, người bán dâm và cho việc coi thường hoạt động mại dâm. Trong vai trò của mình với SWEAT, Denge đã đào tạo 50 nhà giáo dục đồng đẳng và làm việc như một diễn giả động lực về "nhận thức về ung thư, nhận thức về HIV/AIDS và các vấn đề bảo vệ nhân quyền liên quan đến mại dâm".